# Научный центр педиатрии и детской хирургии
Научный центр педиатрии и детской хирургии (сокращенно — НЦПиДХ) — головное научное учреждение Республики Казахстан в области охраны здоровья детей. Научный центр является одним из крупных научных учреждений: в нём работают 437 сотрудников, 66 из которых — научные работники.
Научный центр оказывает высококвалифицированную специализированную помощь детскому населению республики. Ежегодно в клинике получают лечение около 3 тысяч детей из всех областей республики с различными заболеваниями, наиболее трудными в плане диагностики и лечения. Центр также является базой для повышения квалификации врачей, медицинских сестер республики, для занятий студентов медицинского института и медицинских училищ. В центре проходят подготовку аспиранты, врачи-ординаторы.

## История
Основан в 1932 году на базе детской консультации как Институт охраны материнства и детства, в 1972 года носил название Казахский научно-исследовательский институт педиатрии. В 1980 году объединён с кафедрой детской хирургии Алматинского медицинского института. С 1981 года действует отделение реанимации и интенсивной терапии новорожденных, проводится лечение заболеваний почек и нарушения обмена веществ. В 1962 по 1982 год научными сотрудниками Института Педиатрии опубликованы 12 монографий, 16 научных сборников по актуальным вопросам педиатрии. После распада СССР переименован в Научный центр педиатрии и детской хирургии.

## Научная работа
На базе центра работает диссертационный совет Д 09.10.01 по защите докторских (кандидатских) диссертаций на соискание ученой степени по проблемам 14.00.09 — педиатрия, 14.00.35 — детская хирургия.
За последние 3 года (по состоянию на 2010 год) Научный центр педиатрии и детской хирургии опубликовал более 400 научных работ; издано более 30 методических рекомендаций (публикаций), получено 38 патентов на изобретения.

## Награды
За большие успехи в области здравоохранения и в связи с 50-летием образования институт награждён в соответствии с Указом Президиума Верховного Совета СССР от 6 января 1983 года Орденом Дружбы Народов.

## Руководство
Директор института заслуженный деятель науки Казахской ССР, доктор медицинских наук Ормантаев К.С (1981 год-по)